# 日本ラグビーフットボール選手会
一般社団法人日本ラグビーフットボール選手会（にほんラグビーフットボールせんしゅかい、英語: Japan Rugby Players Association、略称: JRPA）は、日本のラグビー選手による会合である。

## 概要
2016年5月31日にジャパンラグビートップリーグ（JRTL）所属選手により設立された。
初代会長には同年引退したばかりの廣瀬俊朗（元・東芝ブレイブルーパス）が就任。まずは600人が入会した。また同日からウィルチェアーラグビー、デフラグビーの発展、平成28年熊本地震の復興を支援するため、チャリティーオークションを開催した
2017年、Carnavacation「だれも知らない」のPV撮影に選手会のメンバーらが参加した。

## 歴代会長
クラブ名は就任当時
- 初代：廣瀬俊朗（元東芝：2016年5月就任）
- 2代目：畠山健介（サントリー：2017年5月就任）
- 3代目: 川村慎（NEC：2020年4月就任）
- 4代目: 日野剛志（静岡BR：2022年5月就任）

## 役員
2020年4月1日現在
| 会長 | 川村慎（NEC）                                                    |
| 理事 | 日野剛志（ヤマハ発動機）                                         |
| 監事 | 長嶋憲一(弁護士/東京21法律事務所)、南塚正人 (Quantum Accounting) |

## 正会員資格
- 1～3のいずれかに該当し、この法人の目的に賛同する選手（男女問わず）[6]
- 1:トップリーグのチーム及び過去にトップリーグに所属したことのあるチームに所属する選手
- 2:ワールドラグビー（World Rugby）その他国際ラグビーフットボール団体及び日本ラグビーフットボール協会の規則により、日本代表選手としてプレーする資格のある選手
- 3:スーパーラグビーに参加する日本チーム「サンウルブズ」に所属する選手

## 活動内容
活動内容として以下の四つの項目を挙げている。
1. 関係者との適切なコミュニケーション
2. ラグビー普及
3. 社会貢献活動
4. 教育・次世代育成